# Tilia maximowicziana
Tilia maximowicziana Shiras. – gatunek drzewa z rodziny ślazowatych. Występuje endemicznie w Japonii (na Honsiu i Hokkaido) oraz na Wyspach Kurylskich. 

## Morfologia
PokrójZrzucające liście drzewo dorastające do 20 m wysokości.
LiścieBlaszka liściowa ma okrągławy kształt. Mierzy 7–13 cm długości oraz 6–11 cm szerokości, jest piłkowana na brzegu, ma sercową nasadę i ścięty wierzchołek. Ogonek liściowy jest owłosiony i ma 45–70 mm długości.
KwiatyZebrane po 5–18 w wierzchotkach wyrastających z kątów podługowatych podsadek o długości 5–8 cm. Mają 5 działki kielicha o lancetowatym kształcie i dorastające do 6–7 mm długości. Płatków jest 5, mają podługowaty kształt i osiągają do 8 mm długości.
OwocOrzeszki mierzące 10–15 mm średnicy, o kształcie od elipsoidalnego do niemal kulistego.